# David Frost (golfer)

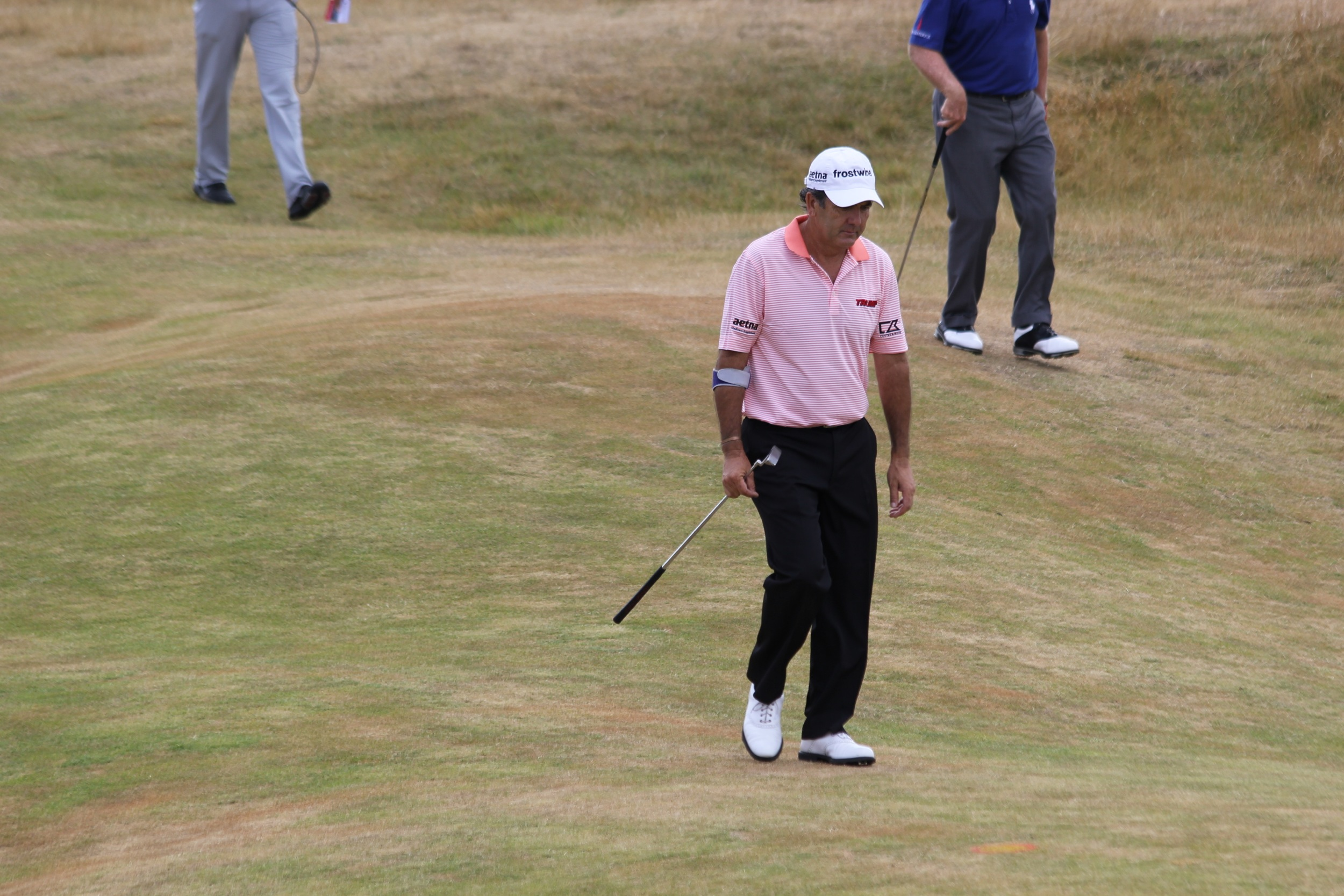
David Frost

David Laurence Frost (Kaapstad, 11 september 1959) is een Zuid-Afrikaans golfprofessional. Hij heeft ruim vijfentwintig overwinningen op zijn naam staan.

## Golf
Frost haalde zijn eindexamen aan de Paarl Boys' High School in 1977. Daarna verdiende hij zijn geld door sigaretten te verkopen.
In 1981 werd hij professional. Hij speelde op de Europese PGA Tour van 1982-1984 en behaalde in eigen land zijn eerste overwinning in 1983. Vanaf 1985 speelde hij vooral op de Amerikaanse PGA Tour, waar hij tien toernooien heeft gewonnen. Zijn beroemdste overwinning was in 1989, toen hij Ben Crenshaw in de play-off versloeg en de NEC World Series of Golf won. 
Hij eindigde twee keer in de top-10 van de PGA Tour ranglijst, in 1988 en 1993. Ook stond hij 86 weken in de top-10 van de wereldranglijst tussen 1988 en 1994. 
Tegen het einde van de eeuw speelde hij weer vooral in Zuid-Afrika. Hij won de Order of Merit van de Sunshine Tour in 1998/99. In 1997 en 1998 was hij captain van zijn  nationale team, waarin ook Ernie Els en Retief Goosen zaten, en won daarmee de Alfred Dunhill Cup in Schotland. 
De laatste jaren verschijnt Frost weer meer op internationale toernooien en sinds 2007 speelt hij weer op de Europese Tour. In 2005 behaalde hij een bijzonder record op de PGA Tour: hij had bij de MCI Heritage slechts 92 putts nodig in 72 holes. Hij speelde niet goed, want ondanks dat eindigde hij op de 38ste plaats. 

### Gewonnen

#### PGA Tour
| Nr | Jaar | Toernooi                     | Score | Score              | Tweede plaats                   |
| -- | ---- | ---------------------------- | ----- | ------------------ | ------------------------------- |
| 1  | 1988 | Southern Open                | -10   | 70-68-65-67=270 po | Bob Tway                        |
| 2  | 1988 | Northern Telecom Tucson Open | -2    | 71-69-70-76=286    | Mark Calcavecchia, Mark O'Meara |
| 3  | 1989 | NEC World Series of Golf     | -4    | 70-68-69-69=276 po | Ben Crenshaw,                   |
| 4  | 1990 | USF&G Classic                | -12   | 71-70-66-69=276    | Greg Norman                     |
| 5  | 1992 | Buick Classic                | -16   | 67-68-67-66=268    | Duffy Waldorf                   |
| 6  | 1992 | Hardee's Golf Classic        | -14   | 62-68-64-72=266    | Tom Lehman, Loren Roberts       |
| 7  | 1993 | Canadian Open                | -9    | 72-70-69-68=279    | Fred Couples                    |
| 8  | 1993 | Hardee's Golf Classic        | -21   | 68-63-64-64=259    | Payne Stewart, D. A. Weibring   |
| 9  | 1994 | Canon Greater Hartford Open  | -12   | 65-68-66-69=268    | Greg Norman,                    |
| 10 | 1997 | MasterCard Colonial          | -15   | 66-63-69-67=265    | Brad Faxon, David Ogrin         |

#### Sunshine Tour
- 1983: Gordon's Gin Classic (Zuid-Afrika)
- 1986: Southern Suns South African Open, South African Masters
- 1987: Safmarine Masters
- 1994: Lexington South African PGA Championship
- 1999: Mercedes-Benz - Vodacom South African Open (telt ook voor de Europese PGA Tour)

#### Europese Tour
- 1984: Compagnie de Chauffe Cannes Open
- 1999: Mercedes-Benz - Vodacom South African Open (telt ook voor de Sunshine Tour)

#### Japan Golf Tour
- 1992: Dunlop Phoenix

#### Elders
- 1989 Million Dollar Challenge
- 1990 Million Dollar Challenge
- 1992 Million Dollar Challenge
- 1993 Hong Kong Open
- 1994 Hong Kong Open

#### Champions Tour
- 2010 3M Championship

#### European Senior Tour
- 2011 Mauritius Commercial Bank Open (2010 calender year)

### Teams
- Presidents Cup: 1994, 1996

## Wijn
David Frost woont op een landgoed waar hij wijn produceert (Frost Vineyards). Hij vernoemt de wijnen naar legendarische golfers als Jack Nicklaus en Arnold Palmer.
Hij is getrouwd met Corrie Frost met wie hij vijf kinderen heeft.